# محمد زاوي (لاعب كرة قدم)
محمد زاوي (بالفرنسية: Mohamed Zaoui)‏ هو لاعب كرة قدم فرنسي في مركز الوسط، ولد في 11 فبراير 1980 في سان دوني في فرنسا. لعب مع نادي غويونيون.

## وصلات خارجية
- محمد زاوي على موقع قاعدة بيانات كرة القدم.إي يو (الإنجليزية)
- محمد زاوي على موقع عالم كرة القدم.نت (الإنجليزية)